# Pallavolo ai XIX Giochi panamericani
I tornei di pallavolo ai XIX Giochi panamericani si sono svolti a Santiago del Cile, in Cile, dal 21 ottobre al 4 novembre 2023. Ai tornei hanno preso parte otto selezioni maschili e altrettante femminili.

## Squadre qualificate
Oltre al Cile, quale paese ospitante, sia in campo maschile che femminile si sono qualificate la vincitrice della NORCECA Final Six 2021, la miglior classificata affiliata alla NORCECA e la miglior classificata affiliata alla CSV ai I Giochi panamericani giovanili, la miglior classificata affiliata alla NORCECA nella Coppa panamericana 2022, le prime due classificate al torneo di qualificazione sudamericano e la miglior classificata affiliata alla NORCECA nella Coppa panamericana 2023. Canada e Stati Uniti, sia in campo maschile che femminile, hanno rinunciato a partecipare ai Giochi a causa dell'incompatibilità del calendario coi loro tornei nazionali.

### Torneo maschile
Nella tabella a seguito le squadre qualificate per il torneo maschile. Il Cile è qualificato di diritto in quanto paese organizzatore, le altre squadre si sono qualificate attraverso diversi tornei svoltisi tra il 2021 e il 2023.
| Evento                                | Data                        | Luogo             | Posti | Qualificate             |
| ------------------------------------- | --------------------------- | ----------------- | ----- | ----------------------- |
| Paese ospitante                       |                             |                   | 1     | Cile                    |
| NORCECA Final Six 2021                | 3-9 settembre 2021          | Santo Domingo     | 1     | Messico                 |
| I Giochi panamericani giovanili       | 25 novembre-4 dicembre 2021 | Cali              | 2     | Brasile Rep. Dominicana |
| Coppa panamericana 2022               | 9-14 agosto 2022            | Gatineau          | 1     | Cuba                    |
| Torneo di qualificazione sudamericano | 21-25 settembre 2022        | Santiago del Cile | 2     | Argentina Colombia      |
| Coppa panamericana 2023               | 15-20 agosto 2023           | Guadalajara       | 1     | Canada Porto Rico       |
| Totale                                |                             |                   | 8     |                         |

### Torneo femminile
Nella tabella a seguito le squadre qualificate per il torneo femminile. Il Cile è qualificato di diritto in quanto paese organizzatore, le altre squadre si sono qualificate attraverso diversi tornei svoltisi tra il 2021 e il 2023.
| Evento                                | Data                 | Luogo         | Posti | Qualificate        |
| ------------------------------------- | -------------------- | ------------- | ----- | ------------------ |
| Paese ospitante                       |                      |               | 1     | Cile               |
| NORCECA Final Six 2021                | 13-19 settembre 2021 | Santo Domingo | 1     | Rep. Dominicana    |
| I Giochi panamericani giovanili       | 1-5 dicembre 2021    | Cali          | 2     | Brasile Messico    |
| Torneo di qualificazione sudamericano | 9-11 agosto 2022     | San Juan      | 2     | Argentina Colombia |
| Coppa panamericana 2022               | 21-28 agosto 2022    | Hermosillo    | 1     | Stati Uniti Cuba   |
| Coppa panamericana 2023               | 4-14 agosto 2023     | Ponce         | 1     | Porto Rico         |
| Totale                                |                      |               | 8     |                    |

## Calendario
| G | Fase a gironi | QF | Quarti di finale | SF | Semifinali | F | Finali |

| Uomini |   |   |   |    |    |   |  |  |  | G | G | G | QF | SF | F |
| Donne  | G | G | G | QF | SF | F |  |  |  |   |   |   |    |    |   |

## Podi
| Evento                      | Oro             | Argento   | Bronzo   |
| Torneo maschile (dettagli)  | Brasile         | Argentina | Colombia |
| Torneo femminile (dettagli) | Rep. Dominicana | Brasile   | Messico  |